# Любимов, Николай Михайлович
Никола́й Миха́йлович Люби́мов (1912—1992) — советский переводчик, с французского, испанского, итальянского и других языков. Автор многотомных мемуаров.

## Биография
Родился 7 (20) ноября 1912 года в Москве. Внук вологодского губернатора М. Н. Кормилицына (1835—1892), правнук рязанского губернатора Н. А. Болдарева (1826—1904). Другой его дед, сын псаломщика Калужской губернии Михаил Ермиевич Любимов (1847—1893), более двадцати лет проработал сельским учителем в Кобринском уезде Гродненской губернии. Отец, Михаил Михайлович Любимов (?—1914), в 1911 году женился на Елене Михайловне Кормилицыной.
Детство и юность провёл в райцентре Перемышль, где в 1930 году окончил среднюю школу. После окончания Института Новых языков в Москве принят в издательство Academia.
В начале 1930-х арестован и отбыл три года в ссылке в Архангельске. Затем работал переводчиком художественной литературы по заказам различных издательств. С 1942 года — член Союза писателей СССР.
Любимов перевёл более двух десятков крупных романов и пьес. Редактировал собрания сочинений Гюго, А. Доде, Мериме, издававшиеся в «Библиотеке „Огонёк“». Автор вступительных статей к сборникам сочинений И. А. Бунина, С. Н. Сергеева-Ценского.
В журналах «Новый мир», «Литературная Армения» печатались воспоминания Любимова о Э. Багрицком, Т. Л. Щепкиной-Куперник и других.
Умер 22 декабря 1992 года. Тело было кремировано, прах развеян.

## Семья
- 1-я жена — Любимова (Кессель) Маргарита Романовна, переводчик
  - дочь — Любимова Елена Николаевна (1941—2001) — переводчик с английского, французского, испанского
  - сын — Любимов, Борис Николаевич (р. 1947), театровед
- 2-я жена — Любимова Галина Владимировна (1928—1983)
  - дочь — Любимова Анна Николаевна (1961—2024)
- 3-я жена (вдова) — Жигур Зельма Яновна (р.1927)

С конца 1950-х годов Н. М. Любимов жил в писательских кооперативах у метро «Аэропорт»: сначала в ЖСК «Московский писатель» (д. № 4 по улице Черняховского), затем в ЖСК «Советский писатель» (д. № 29 по Красноармейской улице).

## Список основных переводов Н. М. Любимова
- Джованни Боккаччо — «Декамерон» (1970);
- Мигель Сервантес — «Хитроумный идальго Дон Кихот Ламанчский» (1953—1954), «Странствия Персилеса и Сихизмунды»;
- Франсуа Рабле — «Гаргантюа и Пантагрюэль» (1961);
- Мольер — «Брак поневоле», «Мещанин во дворянстве» (1953);
- Бомарше — «Драматическая трилогия»;
- Проспер Мериме — «Небо и ад», «Случайность» (пьесы), «Хроника царствования Карла IX» (1963);
- Стендаль — «Красное и чёрное»;
- Гюстав Флобер — «Госпожа Бовари» (1958);
- Эжен Скриб — «Лестница славы»;
- Ги де Мопассан — «Милый друг» (1956);
- Альфонс Доде — «Тартарен из Тараскона» (1957), «Короли в изгнании», «Сафо»;
- Анатоль Франс — «Рабле» (монография);
- Шарль де Костер — «Легенда об Уленшпигеле» (1961);
- Морис Метерлинк — «Синяя птица», «Обручение», «Монна Ванна» (все — 1958);
- Марсель Пруст — цикл «В поисках утраченного времени» (тома I—VI, 1973—1992);
- Ромен Роллан — «Дантон»;
- Фридрих Шиллер — «Коварство и любовь»;
- Наири Зарьян — «Давид Сасунский».

## Оригинальные сочинения
- «Былое лето» (из воспоминаний зрителя);
- «Перевод — искусство», М., «Советская Россия», 1982;
- «Несгораемые слова», М., «Художественная литература», 1983. Книга очерков об искусстве А. А. Фета, А. К. Толстого, К. Я. Случевского, В. Г. Короленко, И. А. Бунина, С. Н. Сергеева-Ценского, Э. Г. Багрицкого, Б. Л. Пастернака; во втором издании очерки дополнены: И. С. Тургенев, Н. С. Лесков, Сергей Клычков;
- «Лингвистические мемуары»;
- «Неувядаемый цвет» — книга воспоминаний, отрывки печатались в журналах — «Дружба народов» 1992 № 7, 1993 № 6, 7; «Москва» 1993, № 6, 7. Полностью опубликована в 3-х томах издательством «Языки славянской культуры» в 2000, 2004, 2007 гг.

## Награды и премии
- Государственная премия СССР (1978) — за художественный перевод, участие в разработке и осуществлении научных принципов издания 200-томной «Библиотеки всемирной литературы»[6]